# Vera Baranovskaïa
Pour les articles homonymes, voir Baranovskaïa.

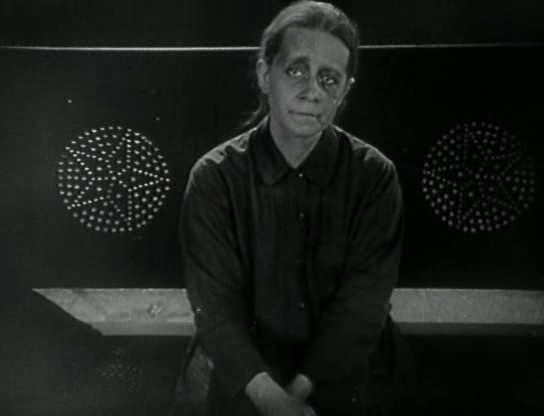
Vera Baranovskaïa dans La Mère. 1926.

Vera Vsevolodovna Baranovskaïa (en russe : Вера Всеволодовна Барановская) est une actrice russe née 1885 et morte à Paris le 7 décembre 1935.
Ancienne élève de Stanislavski et vedette du théâtre d'art de Moscou, après avoir été dirigée par Vsevolod Poudovkine, elle tourna en Allemagne, en Tchécoslovaquie (Telle est la vie de Carl Junghans, 1929), puis en France à l'époque du parlant.

## Filmographie
- 1926 : La Mère (Mat) de Vsevolod Poudovkine
- 1927 : La Fin de Saint-Pétersbourg (Konets Sankt-Peterburga) de Vsevolod Poudovkine
- 1929 : Telle est la vie (en) (Takový je život) de Carl Junghans
- 1932 : Monsieur Albert
- 1933 : Les Aventures du roi Pausole
- 1934 : Au bout du monde
- 1935 : L'Équipage d'Anatole Litvak
- 1936 : Valse éternelle

## Commentaires
- « Son visage symbolise celui de la femme du peuple, de la mère, de la révolutionnaire dans les grands films muets de Poudovkine »[4].